# IC 1689
IC 1689 је лентикуларна галаксија у сазвјежђу Рибе која се налази на листи објеката дубоког неба у Индекс каталогу.
Деклинација објекта је + 33° 3' 18" а ректасцензија 1h 23m 48,0s. Привидна величина (магнитуда) објекта IC 1689 износи 13,8 а фотографска магнитуда 14,8. IC 1689 је још познат и под ознакама MCG 5-4-46, CGCG 502-70, PRC B-3, PGC 5108.